# Volvo T 21
Volvo T 21 är en traktor som tillverkades av Volvo mellan 1946 och 1948 i 1 800 exemplar. Den har en fyrcylindrig fotogenmotor med 1,98 liters cylindervolym, och effekten 22 hästkrafter. 
 Efter andra världskriget började även de mindre gårdarna att mekaniseras och Volvo såg en marknad även i de mindre traktorerna, och man utvecklade Volvo T 21 med växellåda och bakaxel gemensam med BM 10. 
 Modellen utvecklades vidare till modellerna Volvo T 22-23.

## Tekniska data
- Motor: Volvo C4F
- Motoreffekt: 22,5 hk, 1 800 r/min
- Transmission/hastighet: 5 fram, 1 back,
- Bränsletank: 45 + 4 L (Den mindre tanken används för bensin.)
- Kylsystem: 11 L
- Vikt: 1 255 kg
- Hjulbas: 1 700 mm
- Längd: 2 510 mm
- Bredd: 1 670 mm